# A New Disease is Born
A New Disease Is Born es el tercer álbum de estudio de la banda sueco-griega de death metal Nightrage. Es el primer álbum de la banda lanzado a través de Lifeforce Records, y salió a la venta el 12 de marzo de 2007. El álbum cuenta con un completo cambio en la alineación, quedando solamente el guitarrista Marios Iliopoulos como miembro original.
La frase que da nombre al álbum, A New Disease Is Born aparece en la letra de la canción "Drug" de su álbum anterior, posiblemente como una sugerencia del origen del nombre de este material.

## Lista de canciones
| N.º | Título                                 | Duración |  |
| 1.  | «Spiral»                               | 4:38     |  |
| 2.  | «Reconcile»                            | 4:25     |  |
| 3.  | «Death-Like Silence»                   | 4:35     |  |
| 4.  | «A Condemned Club»                     | 3:45     |  |
| 5.  | «Scars of the Past»                    | 3:39     |  |
| 6.  | «De-Fame»                              | 2:52     |  |
| 7.  | «Scathing»                             | 4:36     |  |
| 8.  | «Surge of Pity»                        | 4:12     |  |
| 9.  | «Encircle»                             | 3:33     |  |
| 10. | «Drone»                                | 3:23     |  |
| 11. | «Spiritual Impulse»                    | 3:33     |  |
| 12. | «A New Disease Is Born» (Instrumental) | 2:58     |  |
| 13. | «Ostentatious» (Bonus track for Japan) | 3:17     |  |

## Videografía
El álbum incluye el video de la canción "Scathing", dirigido por Bob Katsionis.

## Créditos

### Integrantes
- Jimmie Strimmell − voz
- Marios Iliopoulos − guitarra
- Olof Mörck - guitarra
- Henric Carlsson − bajo
- Alex Svenningsson − batería